# Polylepion
Polylepion – rodzaj ryb okoniokształtnych z rodziny wargaczowatych.

## Klasyfikacja
Gatunki zaliczane do tego rodzaju:
- Polylepion cruentum
- Polylepion russelli